# Alexandria (Kentucky)
Alexandria é uma cidade localizada no estado americano de Kentucky, no Condado de Campbell.

## Demografia
Segundo o censo americano de 2000, a sua população era de 8286 habitantes. 
Em 2006, foi estimada uma população de 8002, um decréscimo de 284 (-3.4%).

## Geografia
De acordo com o United States Census Bureau tem uma área de 
14,0 km², dos quais 13,9 km² cobertos por terra e 0,1 km² cobertos por água. Alexandria localiza-se a aproximadamente 165 m acima do nível do mar.

## Localidades na vizinhança
O diagrama seguinte representa as localidades num raio de 8 km ao redor de Alexandria. 